# Abstrusomyzus leucocrini
Abstrusomyzus leucocrini är en insektsart som först beskrevs av David D. Gillette och Palmer 1929.  Abstrusomyzus leucocrini ingår i släktet Abstrusomyzus och familjen långrörsbladlöss. Inga underarter finns listade i Catalogue of Life.